# Birger I van Zweden
Birger I Magnusson van Zweden (circa 1280 - 31 mei 1321) was van 1290 tot 1318 koning van Zweden. Hij behoorde tot het huis Fillung.

## Levensloop
Birger was de oudste zoon van koning Magnus I van Zweden uit diens huwelijk met Helvig, dochter van graaf Gerard I van Holstein-Itzehoe. Na de dood van zijn vader in 1290 werd hij op ongeveer tienjarige leeftijd koning van Zweden. Zolang hij minderjarig was, bestuurde een regentschapsregering onder leiding van rijksmaarschalk Torgils Knutsson het land. Knutsson kon in die tijd een belangrijke machtspositie opbouwen, die hij ook na het officiële aantreden van Birger I in 1302 behield.
De regering van Birger werd vooral gedomineerd door de machtsstrijd met zijn broers Erik en Waldemar, die hun machtsbereik wilden vergroten. Kort na zijn aantreden kwam het tot de eerste conflicten met zijn broers, die naar Noorwegen vluchtten — Erik was namelijk gehuwd met een dochter van koning Haakon V van Noorwegen – en van daaruit krijgstochten naar Zweden ondernamen. In 1305 verzoenden de drie broers zich en keerden ze zich tegen rijksmaarschalk Knutsson, wiens invloedrijke positie hen al langer stoorde. Torgils Knutsson werd eind 1305 gevangengenomen en in februari 1306 middels onthoofding ter dood gebracht.
Enkele maanden later werd koning Birger met zijn familie op zijn hof in Håtuna door zijn broers gevangengenomen. Zijn zesjarige zoon Magnus, twee jaar eerder als troonopvolger aangewezen, kon evenwel ontkomen naar Denemarken. Birger zelf werd naar het Kasteel van Nyköping gebracht en zat daar twee jaar in een kerker. In 1308 werd de koning na onderhandelingen vrijgelaten, maar kort daarna ontstond er een burgeroorlog die in 1310 werd beëindigd met de Vrede van Helsingborg. Het rijk werd toen verdeeld tussen Birger en zijn twee broers, waarbij de koning formeel de opperhoogheid behield.
In een poging de eenheid in zijn rijk te herstellen, lokte de koning in december 1317 zijn broers Erik en Waldemar naar zijn kasteel in Nyköping, onder het voorwendsel dat hij een banket organiseerde. Ze werden meteen gearresteerd en in de kerker gegooid, waar ze een maand later omkwamen, vermoedelijk van de honger. De rijksadel pikte dit echter niet en het kwam tot een opstand, die uiteindelijk leidde tot de verdrijving van Birger naar Denemarken en de gevangenneming van zijn zoon en troonopvolger Magnus Birgersson. In 1319 werd Magnus II, de zoon van Birgers dode broer Erik, tot koning verkozen en een jaar later werd Birgers zoon Magnus geëxecuteerd, om een nieuwe troonstrijd te voorkomen. Birger zelf stierf in mei 1321 in ballingschap in Denemarken en werd bijgezet in de Sint-Benedictuskerk van Ringsted.

## Huwelijk en nakomelingen
Rond 1298 huwde Birger met Martha van Denemarken (1277-1341), dochter van koning Erik V van Denemarken. Ze kregen vier kinderen: Magnus Birgersson (1300-1320), Zweeds troonopvolger, Erik, Agnes en Catharina.
- Bibliothèque nationale de France: cb11263438d (data)
- Gemeinsame Normdatei: 124755011
- International Standard Name Identifier: 0000 0003 7496 0605
- KulturNav: d02bc26d-02d0-48c8-9cde-5c494568b8d6
- Virtual International Authority File: 231781780
- WorldCat: E39PBJxMpD9mM8MFGxjGvxvmBP